# كيرسان إيليومرينوف
كيرسان نيكولاييفيتش إيليومجينوف (بالروسية: Кирса́н Никола́евич Илюмжи́нов، (بالمنغولية: Үлэмжийн Хярсан)‏) (مواليد 5 أبريل 1962 في إيليستا، الاتحاد السوفيتي) سياسي ورجل أعمال روسي ترأس جمهورية كالميكيا من 23 أبريل 1993 حتى استقالته من منصبه في 24 أكتوبر 2010 ويشغل حاليا منصب الرئيس الحالي للإتحاد الدولي للشطرنج منذ نوفمبر 1995.

## حياته الشخصية
ولد كيرسان إيليومجينوف في الـ5 أبريل/ نيسان 1962، في إيليستا، جمهورية كالميكيا، الاتحاد السوفيتي.
يتقن 7 لغات هي الكالميكية والروسية والإنجليزية واليابانية والكورية والمنغولية والصينية.
متزوج من دانارا دافاشكينا وأب لطفلين.
من هوايات إيليومجينوف: (الملاكمة، الشطرنج، الكاراتيه، السباحة، التزلج والتزحلق على الماء).

## محطاته
- 1989 - تخرج من معهد موسكو الحكومي للعلاقات الدولية.
- 1990 - انتخاب كيرسان نائبا في مؤتمر النواب الشعبي.
- 1993 - انتخب رئيسا لجمهورية كالميكيا.
- 1995- أعيد انتخابه رئيسا لكالميكيا.
- 2002 - أعيد انتخابه مرتين رئيسا لكالميكيا.

## روابط خارجية
- كيرسان إيليومرينوف على موقع الاتحاد الدولي للشطرنج (الإنجليزية)
- كيرسان إيليومرينوف على موقع مباريات الشطرنج (الإنجليزية)